# La Poterie-Mathieu
La Poterie-Mathieu is een gemeente in het Franse departement Eure (regio Normandië) en telt 132 inwoners (1999). De plaats maakt deel uit van het arrondissement Bernay.

## Geografie
De oppervlakte van La Poterie-Mathieu bedraagt 6,3 km², de bevolkingsdichtheid is 21,0 inwoners per km².
De onderstaande kaart toont de ligging van La Poterie-Mathieu met de belangrijkste infrastructuur en aangrenzende gemeenten.

## Demografie
Onderstaande figuur toont het verloop van het inwonertal (bron: INSEE-tellingen).